# Valeri Sàlov
Valeri Boríssovitx Sàlov (en rus: Валерий Борисович Салов), (nascut el 26 de maig de 1964), és un jugador d'escacs rus, que té el títol de Gran Mestre d'escacs des de 1986.
El gener de 1995 era un dels millors jugadors mundials, i es trobava en el top-10 de la llista d'Elo de la FIDE (empatat amb Viswanathan Anand i Vladímir Kràmnik) i només rere Garri Kaspàrov i Anatoli Kàrpov. Tot i que a la llista d'Elo de la FIDE encara hi consta amb un Elo de 2644 punts, es troba inactiu des de finals dels anys 1990. El seu màxim Elo va ser de 2715 punts, a la llista de gener de 1995 (posició 6 al rànquing mundial).

## Resultats destacats en competició
Sàlov començà a destacar en l'àmbit internacional en edat juvenil: va ser Campió del món Sub-17 a Le Havre el 1980 i Campió d'Europa juvenil a Groningen el 1983-84.
El 1987, quedà empatat al primer lloc amb Aleksandr Beliavski al Campionat d'escacs de la Unió Soviètica però va perdre el matx de desempat (+0, =2, -2) i fou, finalment, segon. El 1988 acabà 3r al Campionat de l'URSS, empatat amb Artur Iussúpov, darrere d'Anatoli Kàrpov i de Garri Kaspàrov.
El 1990 fou tercer a la VIII edició del Torneig de Linares, rere Kaspàrov i Borís Guélfand. El 1992 va guanyar la 54a edició del fort Torneig Hoogevens - Wijk aan Zee, empatant a 8½/13 punts amb Borís Guélfand, però superant-lo per desempat. Repetí l'èxit el 1997, en guanyar novament el torneig, aquest cop en solitari, amb 8½/13 punts.

## Participacions en el cicle pel campionat del món
Sàlov es va classificar en dues ocasions per al Torneig de Candidats del cicle pel Campionat del Món. Després d'haver guanyat l'Interzonal de Szirak 1987, el 1988 va perdre el matx des setzens de final contra Jan Timman (+0 =5 -1). El seu millor resultat fou al cicle pel Campionat del món de la FIDE de 1996, quan es classificà pels matxs de Candidats i guanyà els dos primers, contra Aleksandr Khalifman i Jan Timman, i assolí la final a 4. Va perdre en semifinals contra Gata Kamsky.
Des de gener de 2000, va deixar de participar en torneigs d'escacs.